# 긴테쓰 교토선
교토선(일본어: 京都線 きょうとせん[*])은 일본 교토부 교토시 시모교구의 교토역부터 나라현 나라시의 야마토사이다이지역을 잇는 긴키 닛폰 철도의 철도 노선이다.

## 개요
일본을 대표하는 국제적 관광도시인 교토와 나라의 도시 간 수송 및 연선의 주택지, 간사이 문화 학술 연구 도시의 발을 담당하고 있다. 또한 교토 시영 지하철 가라스마선을 통해서 교토 중심부부터 나라 방면까지나, 교토부터 덴리 · 가시하라 신궁 앞 방면 · 이세 방면으로 직통운전 되고 있어, 환승 없이 가게 되어 있다. 교토 시내나 도카이도 · 산요 신칸센, 호쿠리쿠 본선 방면으로부터 나라현이나 미에현 중부로의 관광 대동맥으로서도 기능한다. 신타나베 역 이남의 연선으로는 간사이 문화 학술 연구 도시의 개발에 의해 주택 개발이 활발화했다.
1991년부터 서일본 여객철도와 병행하는, 나라선 교토역 - 나라역 간에 쾌속 열차를 운전해 대항하고 있지만, 운전 대수가 많고 긴테쓰 교토선이 또한 우세하다. 다만, 외국인 관광객에 관해서는, 재팬 레일 패스가 긴테쓰에서 이용되고 있지 않기 때문에, JR을 이용하는 케이스도 많다. 신타나베역 - 신호소노역 간에는, JR 서일본의 가타마치선과도 병행해서 달리고 있다.
교토선은 교토를 기준으로 하는 것과 그 방사 노선의 하나이지만, 오사카를 기준으로 하면 긴테쓰 나라선 · 가타마치선 (갓켄토시선) · 게이한 본선 · 도카이도 본선 (JR 교토선) · 도카이도 신칸센이라는 5개의 방사 노선과 교차로 연결되는 순환 노선이다.
전 노선은, 스릇토 KANSAI 대응 카드 및 IC 카드 PiTaPa · ICOCA · Suica 등의 전국 상호 이용 승차 카드가 이용 가능하다.

### 노선 정보
- 노선 거리 (영업 거리) : 34.6 km
- 궤간 : 1435mm
- 역 수 : 26역 (기종점역 포함)
- 복선화 구간 : 전 구간
- 전철화 구간 : 전 구간 전철화 (직류 1500V)
- 폐색 방식 : 자동폐색식
- 최고속도 : 105 km/h

전 구간이, 오사카 수송 총괄부의 관할이다.

## 연선 풍경

### 교토 - 신타나베 구간
기점의 교토역은 3층에 있는 도카이도 신칸센 승강장 아래 2층에 소재해, 2012년 3월에 4번 선이 증설되어 3면 3선에서 4면 4선으로 확장되었다. 1 · 2번선은 주로 특급이나 단체 임시 열차의 출발용으로, 급행 · 준급 · 보통은 대부분 3 · 4번선으로부터 출발되고 있다. 1 · 2 · 3번선은 양면 승강장, 4번선은 한쪽 면으로 된 승강장으로 되어 있어, 그 층 아랫 부분은 음식점이나 토산물 가게등이 즐비한 긴테쓰 상점가 '미야코미치'가 있다. 출발 후는 바로 왼쪽으로 돌면, 도카이도 신칸센을 지나 남하하는 도지 역에 도착한다. 고가교로부터는 오른쪽에 도지의 5층탑을 바라보게 된다. 이 앞 다케다역까지는 고가교를 주행하지만, 도중의 가미토바구치역 앞에 부설되어 걸친 노선에는, 긴테쓰 선에는 2군데에서만 사용되지 않는 노즈 가동식의 분기선이 1개가 사용되고 있다. 다케다역은, 교토 시영 지하철 가라스마 선과의 공동 사용역으로, 상하선과도 섬식 승강장의 바깥 쪽에 긴테쓰, 안 쪽에 교토 시영 지하철의 열차가 출도착한다. 후시미역을 통과해, 한큐 전철 교토 본선의 고가 아래를 지나, 교토 본선과의 환승역, 긴테쓰탄바바시역에 도착한다. 예전에는 교토 본선과의 직통 운전을 행했던 시간도 있어 역 부근에는 그 자취를 엿볼 수 있게 되었다.
긴테쓰탄바바시 역을 출발해서 오른쪽에서 왼쪽으로 돌면 바로 모모야마고료마에 역에 도착한다. 그 후도 급커브가 계속되기 때문에 열차는 속도를 떨어뜨려 주행한다. 그 부근은 지하수가 풍부해서 옛날부터 사케의 명산지로서 알려지고 있다. 머지 않아, 긴테쓰의 유명한 철교인 요도가와 교량을 건넌다. 이 부근부터 열차의 속도가 올라가, 교량을 통과해서 열차는 성토 부분을 주행해, 오른쪽에는 오구라 연못을 간척했던 광활한 농지가 펼쳐져 무카이지마 역을 지나 우지시로 진입해 게이지 바이패스를 지나 주택가 안에 있는 오구라역을 통과해서, 머지 않아, 고가역인 오쿠보역에 도착한다. 그 후 더욱이 열차는 남쪽으로 달려서, 긴 플레이트 거더교인 기즈가와 교량을 건너서 잠깐 달려서 교타나베시의 중심역인 신타나베 역에 도착한다. 6량 편성의 보통(지하철 가라스마 선으로부터의 직통 운전 포함)이나 준급은 이 역까지의 운전으로 되어 있다.

### 신타나베 - 야마토사이다이지 구간
이 구간은 보통보다 급행 쪽이 열차 대수가 더 많아, 보통도 일부를 제외해서 4량 편성으로 운전되고 있다. 신타나베 역 발차 후는 왼쪽으로 돌아서, 잠깐 달려서, 도시샤 대학(교타나베 캠퍼스)의 가장 가까운 역으로 덴쇼 강이 있던 고도역이 보인다. 이 앞, 근래 고가역이었던 미야마키 역에서 앞은 전원 풍경도 보여지고 있기 때문에, 미야마키 역에서 정도 빠져서, 1993년에 신설되었던 긴테쓰미야즈 역과 사이다이지 검차고 미야즈 차고가 보여진다. 그 앞을 지나 달리면 국립 국회 도서관 간사이관 등인 게이한나 학연 도시의 가까운 역인 신호소노 역에 도착한다. 가타마치 선을 건너면, 열차는 더욱이 남하하지만, 교토 부내 역은 야마다가와 역까지이다. 나라 현에 들어서면, 절구 형태의 지형으로 설치했던 헤이조 뉴타운의 가장 가까운 역인, 다카노하라 역에 도착해, 열차는 숲 안을 힘차게 나아간다. 더욱이 속도를 크게 낮춰, 급커브를 오른쪽으로 돌면 헤이조 역에 도착한다. 그 후 왼쪽으로 돌면, 나라 선 · 가시하라 선과 접속하는 분기역인 야마토사이다이지 역에 도착한다. 교토 선은 여기까지이지만, 열차의 대부분은 긴테쓰나라 역 · 가시하라진구마에 역 방면으로 직통한다.

## 운행 형태
교토 선에는, 특급 · 급행 · 준급 · 보통이 운행되고 있다. 특급이나 보통의 일부는 다케다역부터 교토 시영 지하철 가라스마 선으로 환승되어, 긴테쓰나라 역 (급행만) · 신타나베 역 · 지하철 고쿠사이카이간 간에서는 상호 직통 운행을 행하고 있다. 이하로 각 종별의 자세한 내용을 기술하고 있다.

### 특급
특급은 교토 역 - 긴테쓰나라 역 - 가시하라진구마에 역 간에 1시간마다 2대 운행되는 거 외에, 교토 역 - 가시코지마 역 간에도 운행되고 있어, 교토 역에 대해서도 주간은 20분 간격, 저녁부터 밤에 걸쳐서는 15분 간격 운행된다. 교토 선내에서는 전 열차가 긴테쓰탄바바시 역, 야마토사이다이지 역에 정차해, 아침 9시대까지의 교토 행과 15분 이후의 하행 열차는 다카노하라 역에서도 정차하고 있다. 긴테쓰나라 · 가시하라진구마에 역 발착 열차의 일부는 야마토사이다이지 역에서 증·해결을 행한다. 예전에는 교토 역 - 긴테쓰나라 역 간에 어번 라이너 차량에 의해 특급이 설정되고 있지만, 2009년 3월 20일 다이어 변경에 의해 이 구간의 어번 라이너 열차의 정기 운용은 소멸되었다.

### 급행
교토 선의 일반속달종별로, 교토 선내에서는 특급 정차역으로 더해서 도지 역, 다케다 역, 모모야마고료마에 역, 오쿠보역, 신타나베 역, 신호소노 역에 정차한다. 나라 선이나 가시하라 선으로의 직통 운전이 기본으로 하루, 교토 역 - 긴테쓰나라 역 · 가시하라진구마에 역 외, 아침·저녁 시간대에는 교토 역 - 덴리 역 간및 교토 발 - 야마토사이다이지 · 긴테쓰미야즈 역 · 신타나베 행, 또한 평일에 상행 1대만 다카노하라 발 교토 행이 설정되어 있다. 긴테쓰미야즈 행의 급행은 다른 정기급행의 정차역을 더해서 고도역 · 미야마키 역에도 정차해, 도시샤 대학 교타나베 캠퍼스로의 통행객의 편리성을 확보하고 있다. 주간 시간대와 평일 다이어의 아침에는 지하철 가라스마 선 고쿠사이카이간 - 긴테쓰나라 간 직통 급행도 1시간에 주로 1회 왕복 정도 운행되고 있다.
주간 시간대는 교토 역 - 긴테쓰나라 역 간 · 고쿠사이카이간 역 - 긴테쓰나라 역 간 · 교토 역 - 가시하라진구마에 역 간 계통이 1시간 마다 각자 1 · 1 · 2대 정도, 합계 4대 운행되고 있다. 교토 발착의 급행이 20분 간격으로 운행되어, 거기에 지하철 가라스마 선 직통 급행이 1대 투입되는 형태의 다이어로 되어있다. 지하철 가라스마 선으로부터의 직통 열차도 포함되어 모두 6량 편성으로 운행되고 있다. 또한, 2003년 3월 쾌속 급행의 급행으로의 통합 이후는, 특급과 급행의 운행 간격이 다르므로, 지하철 직통을 제외한 오쿠보 역 · 신타나베 역 · 신호소노 역 · 다카노하라 역이 언젠가 특급대피를 행하게 된다. 2012년 3월 20일부터는 특급과 급행의 운행 간격은 동일하게 돌아가지만, 같은 상황이 계속되고 있다. 지하철 가라스마 선으로부터의 직통 열차에 관해서는 다케다 역에서 긴테쓰교토 역 발착의 각 역 정차로 접속된다.
급행의 교토 역 - 야마토사이다이지 간의 표준 소요 시간은 40분 전후이다. 조조 · 심야의 특급 대피가 없는 열차는 37 ~ 38분으로 주파한다. 또한, 주간의 신타나베 역 이남에서는 보통보다 급행의 대수가 더 많다.

### 준급
평일 출근 시간대인 아침의 하행은 1시간마다 30분 간격 2대, 상행은 40분 간격 3대, 저녁은 60분 간격 상.하행 각 1대, 토.일요일은 상행선에 1대 운행하기 때문에 운행대수는 적지만, 교토 - 신타나베 간에서 운행되고 있다. 교토 - 긴테쓰탄바바시 간은 급행과 동일한 정차역으로 운행되지만, 긴테쓰탄바바시 - 신타나베 간은 각 역에 정차한다.
3개역 밖에 통과하지만, 보통도 지나쳐서, 교토 선 수송력 보완의 의미가 강해, 단바바시 역에서 접속하는 게이한 본선으로부터 교토 역으로의 속달 액세스로서도 기능하고 있지만, 2010년 3월 다이어 변경으로 대폭 감소되었다. 특히 퇴근 시간대인 저녁에는 종래 30분 간격으로 운행되고 있던 것이 60분 간격으로 되어, 운행 댓수가 반으로 줄었다. 편성 대수는 6량 또는 4량이다. 저녁 하행의 4량 편성인 준급은 신타나베 역부터 각역 정차로 종별을 변경해서 야마토사이다이지 행으로서 운행된다.
또한 저녁 퇴근 시간대의 열차는, 교토 역에서의 되돌아오는 경우로 급행과 준급의 운용을 바꿔서 신타나베 차고의 출입고 역할도 겸하고 있다. 곧, 교토행 급행부터 되돌아오는 신타나베행 급행, 교토행 준급으로부터 긴테쓰나라 · 덴리 · 가시하라진구마에행 급행 운용 패턴으로 되어있다.
더욱이, 1994년까지는 교토 - 야마토사이다이지 · 긴테쓰나라 간으로 운행되고 있어, 당시는 무카이지마 역을 통과해 오구라 - 긴테쓰나라 간은 각 역에 정차하고 있었다. 1960년대까지는 교토 - 신타나베 간은 급행과 동일, 신타나베 역 이남은 각 역 정차였던 시절도 있어, 단바바시 역 이남 각 역 정차와 신타나베 역 이남 각 역 정차의 설정이 변동되었던 시기도 있었다.
다이어 변경때마다 운행대수가 감소하는 경향도 있다.

### 보통 · 완행
각 역에 정차한다. 하루, 교토 - 신타나베 간 · 긴테쓰나라 · 야마토사이다이지 · 덴리 · 가시하라진구마에 간의 운행을 더해, 지하철 가라스마 선 고쿠사이카이간 - 신타나베 간의 직통 열차가 운행되고 있다. 낮 시간은 1시간 마다 교토 역 발착이 4대, 지하철 선 직통이 2대 합계 6대가 설정되어 있다. 2012년 3월 20일 다이어 변경 전은 야마토사이다이지 행은 시간대에 의해서는 야마토사이다이지부터 덴리 행 또는 가시하라진구마에 행으로 변경되고 있다. 일단, 야마토사이다이지행으로서 운행되고 있던 이유로서 다이어가 흩어진 운휴 혹은 다른 편성을 야마토사이다이지 · 덴리 간으로 충당되고 있었던 거 외에, 야마토사이다이지부터 먼저 급행으로서 종별 변경되었던 열차가 있었기 때문이다. 그러므로, 실제로는 야마토사이다이지 역에서 되돌아오는 교토 - 가시하라진구마에 - 덴리 간을 직통으로 운행하고 있다.
편성량 수는 지하철 직통의 전 열차와, 혼잡시 등의 교토 - 신타나베 간의 일부 구간 운행 열차가 6량 편성으로, 그 외는 4량 편성이다. 고마다 역과 야마다가와 역 및 직통하는 가시하라 선 내 보통만의 정차역 승강장 유효 길이가 4량까지이기 때문에, 신타나베 이남의 야마토사이다이지 방면 및 가시하라 선 · 덴리 선 직통의 열차는 4량 편성으로 운행되고 있다. 일부, 교토 - 신타나베 간을 6량 편성으로 운행해, 신타나베 역에서 증.해결하는 차량의 대체를 행하는 신타나베 역 이남을 4량 편성으로
운행하는 열차도 있다. 신타나베 - 긴테쓰미야즈 간의 임시 보통은 6량 편성, 아침 출근 시간대에 아주 짧게 설정되어 있는 정기 열차는 4량 편성으로 운행되고 있다.
교토 - 다케다 간은 1시간마다 4대이지만, 교토 시영 지하철과의 다이어 정비때문에 15분 간격은 아니다. 더욱이 주간의 신타나베 - 야마토사이다이지 간은 1시간마다 3대이기 때문에 대체로 20분 간격으로 되어 있다.
더욱이, 1997년의 지구 온난화 방지 교토 회의 중에서는 가라스마 선 직통의 보통 열차가 다카노하라 역까지 환승되었다. 단 당시, 6량 편성이 정차할 수밖에 없었던 고도 역과 4량 대응의 고마다 역 · 야마다가와 역은 통과하고 있다.

### 쾌속 급행 (폐지)
1998년까지 교토 역 - 긴테쓰나라 역 간에서 하루에 1시간 마다 2대 설정되어 있다. 다케다 · 긴테쓰나라 · 야마토사이다이지 · 신오미야에 정차해, 다케다 역에서 고쿠사이카이간 발착의 급행과 접속해서 속달성 향상을 도모하였으나, 이용은 좋지 않아 실수도 있었기 때문에, 2003년 봄의 다이어 변경으로 폐지되어 급행으로 격하되었다. 이후, 하루의 다케다 - 야마토사이다이지 간의 급행이 1시간마다 6대로 되어, 2012년 3월 19일까지 이어졌다. 정기 열차가 설정되었던 전에도 1988년의 나라 실크로드 박람회 등의 때에도 임시로 운행되었던 열차도 있다.

### 회송 열차
신타나베 · 미야즈 · 사이다이지의 각 차고로 출입고하기 때문에, 회송 열차가 운행되고 있다. 특히, 긴테쓰나라 · 야마토사이다이지 방면의 열차 일부는, 긴테쓰미야즈 - 야마토사이다이지 역간만이지만, 나라 선 쾌속 급행 반환으로 8 · 10량 편성으로 운행되고 있다.

### 운전 대수
선 내 각 구간의 주간 1시간의 매일 운전대수 내역은 다음과 같다. 더욱이, 특급 3대의 내역은, 교토 - 긴테쓰나라 간의 열차 단독 운전이 1대, 교토 - 가시하라진구마에 간의 열차 단독 운전이 1대, 교토 - 야마토사이다이지 간에서 운전하는 교토 - 긴테쓰나라 · 가시하라진구마에 간의 열차는 1대이다.
| 종별 /역명 | 종별 /역명 | 교토 | …   | 다케다 | 다케다 | …   | 신타나베 | 신타나베 | …   | 야마토사이다이지 |
| ---------- | ---------- | ---- | --- | ------ | ------ | --- | -------- | -------- | --- | ---------------- |
| 운행 대수  | 특급       | 3대  | 3대 | 3대    | 3대    | 3대 | 3대      | 3대      | 3대 | 3대              |
| 운행 대수  | 급행       | 3대  | 3대 | 3대    | 4대    | 4대 | 4대      | 4대      | 4대 | 4대              |
| 운행 대수  | 보통       | 4대  | 4대 | 4대    | 6대    | 6대 | 6대      | 3대      | 3대 | 3대              |

2012년 3월 20일 다이어 변경으로 주간 시간대의 각 열차 운행 대수가 감소되었기 때문에 전체적으로 20분 기준으로 되었다.

### 임시 운행
도시샤 대학의 교타나베 캠퍼스, 도시샤 여자대학의 교타나베 캠퍼스 개교일에 운행된다. 아침은 교토 발(09:31분발) 신타나베 행 1대가 긴테쓰미야즈 행으로 연장되어, 신타나베 역부터 각 역으로 정차한다. 저녁은 긴테쓰미야즈 발 신타나베 행 각 열차가 5대 운행된다. (15:18, 16:24, 16:39, 16:53, 18:24분발) 그 일부는 신타나베부터 정기 운행의 교토 행 준급이나 고쿠사이카이간 행 각 역 정차로 변경되어 운행된다.

### 오미소카 철야 운행
오미소카부터 원단에 걸친 철야 운행은, 교토부터 이세 방면 · 가시하라진구마에 · 긴테쓰나라로의 특급을 각 계통에 맞춰 30 - 60분 간격으로 운행되고 있는 거 외에, 교토 - 신타나베 · 야마토사이다이지 간에 보통을 15분 간격으로 운행되는 형태로 되어 있다. 시각에 대해서는 긴키 닛폰 철도의 홈페이지에서도 소개되어 있다.

## 여객 안내

### 차내 안내 방송
2016년 3월부터 차장의 태블릿 단말 조작에 의해 차내 안내방송이 개시되었다. 당 노선과 상호 직통 운행하는 교토 시영 지하철 가라스마 선의 10계 전동차는 태블릿 단말과 차내 방송장치를 접속하는 상태이기 때문에, 종래대로 차장의 육성에 의한 안내가 행해지고 있다.

## 차량
긴테쓰 나라 선에서 사용되는 자사 차량이 교토 선에서도 사용되는 거 외, 교토 시영 지하철 가라스마 선 10계의 환승 운용도 있다.
긴테쓰 교토 발착의 열차로, 지하철 선 대응의 3200계 · 3220계를 포함한 6량 단독 편성은 긴테쓰미야즈 역 이남의 보통을 제외, 전체 종별로 운용되고 있다.
또한, 5800계 · 5820계로 있던 LC카는 교토 선 · 가시하라 선 · 덴리 선 운용으로 그에 관련하는 운용의 경우는 좌석은 상시 롱시트의 상황으로 운용된다. LC카나 1026계 6량 고정 편성차, 9820계는 한신 선 환승 대응 차량이기 때문에, 2009년의 나라 선 · 한신 난바 선 직통 운행 개시 후는 교토 선 · 가시하라 선 · 덴리 선에 입선하는 기회가 대폭으로 감소되고 있다.
2012년까지는 3000계도 교토 선 계통을 중심으로 사용되고 있어, 이 이외에도 나라 · 교토 · 가시하라 선 계통 이외의 일반 차량이 운용되었던 드문 예로서, 지하철 직통 운전 개시 전 시기, 나고야 선부터 전속된 모 1650형이 8000계 · 8400계의 증결용으로 사용된 것도 있다. 특급으로는 2006년 8월부터 2009년 3월 다이어 변경까지 21000계 1회 왕복만 운용되고 있다.

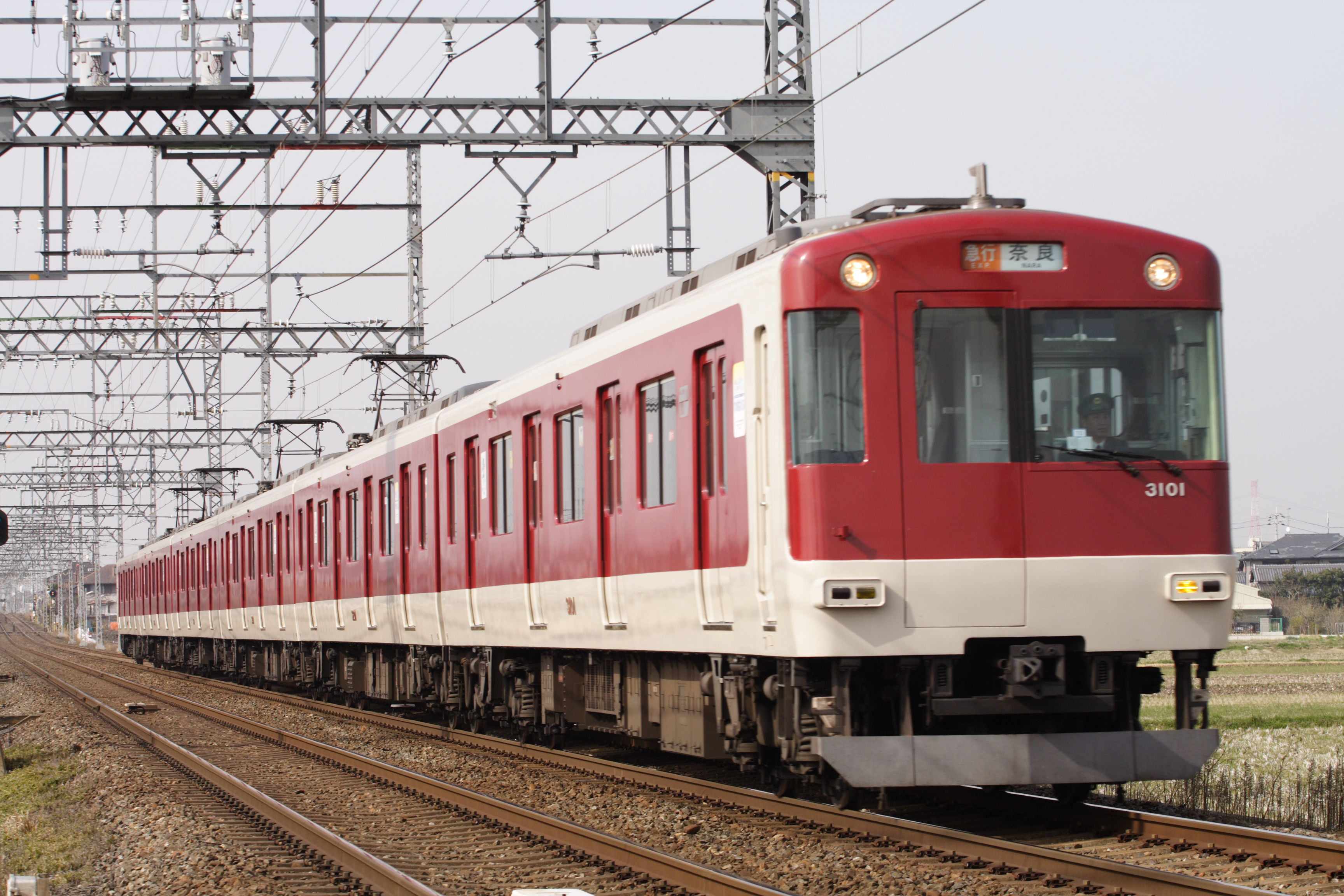
3200계
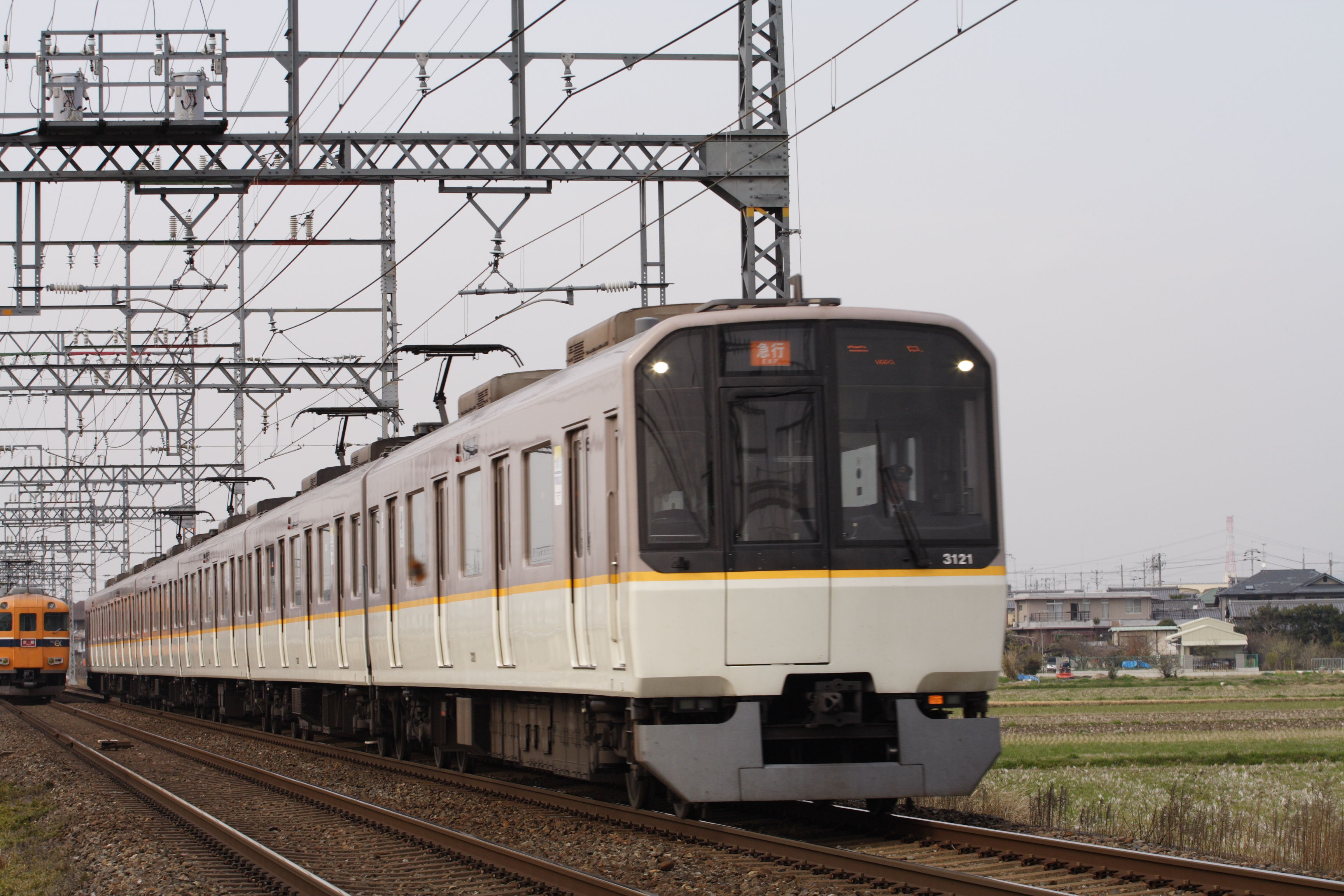
3220계
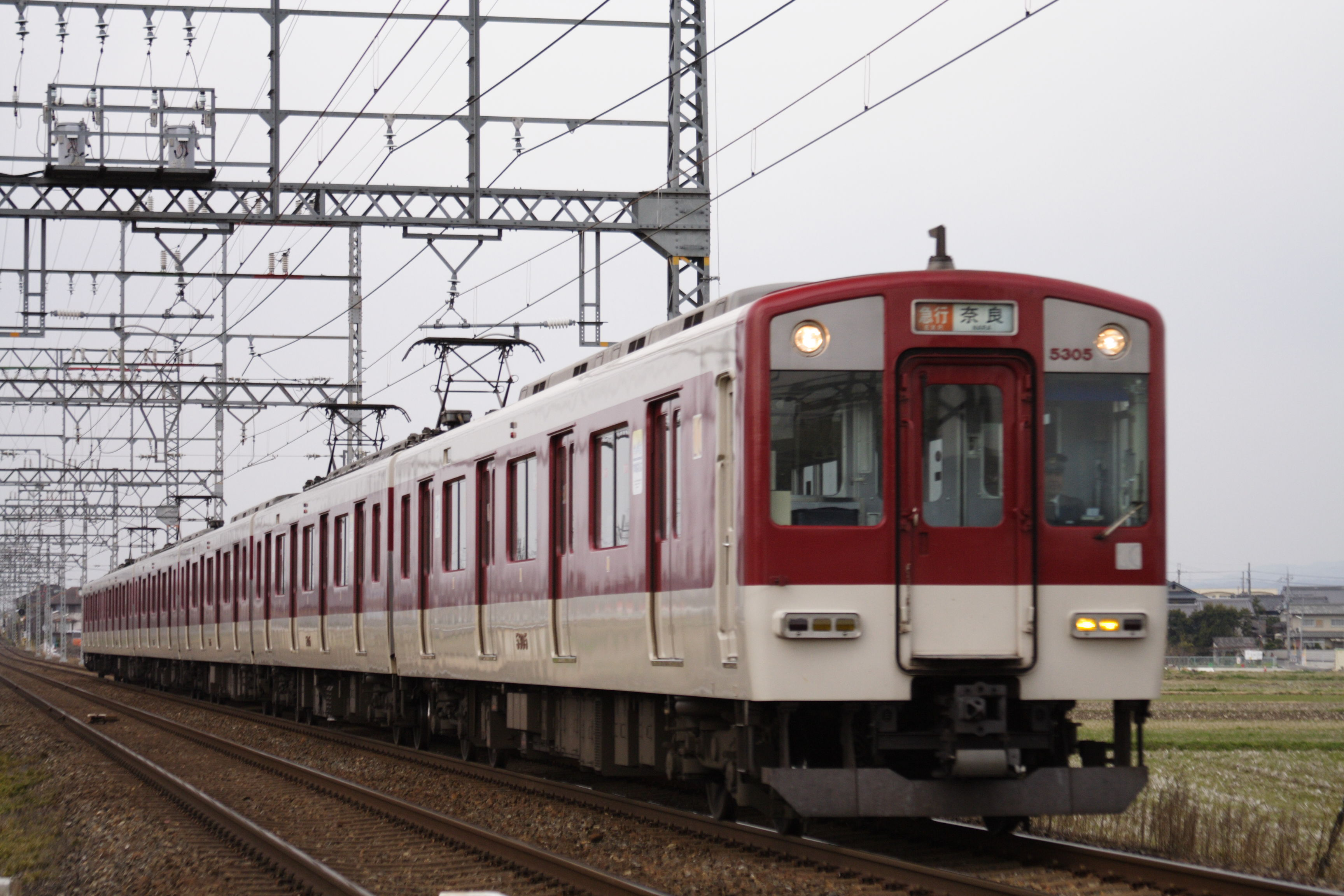
5800계
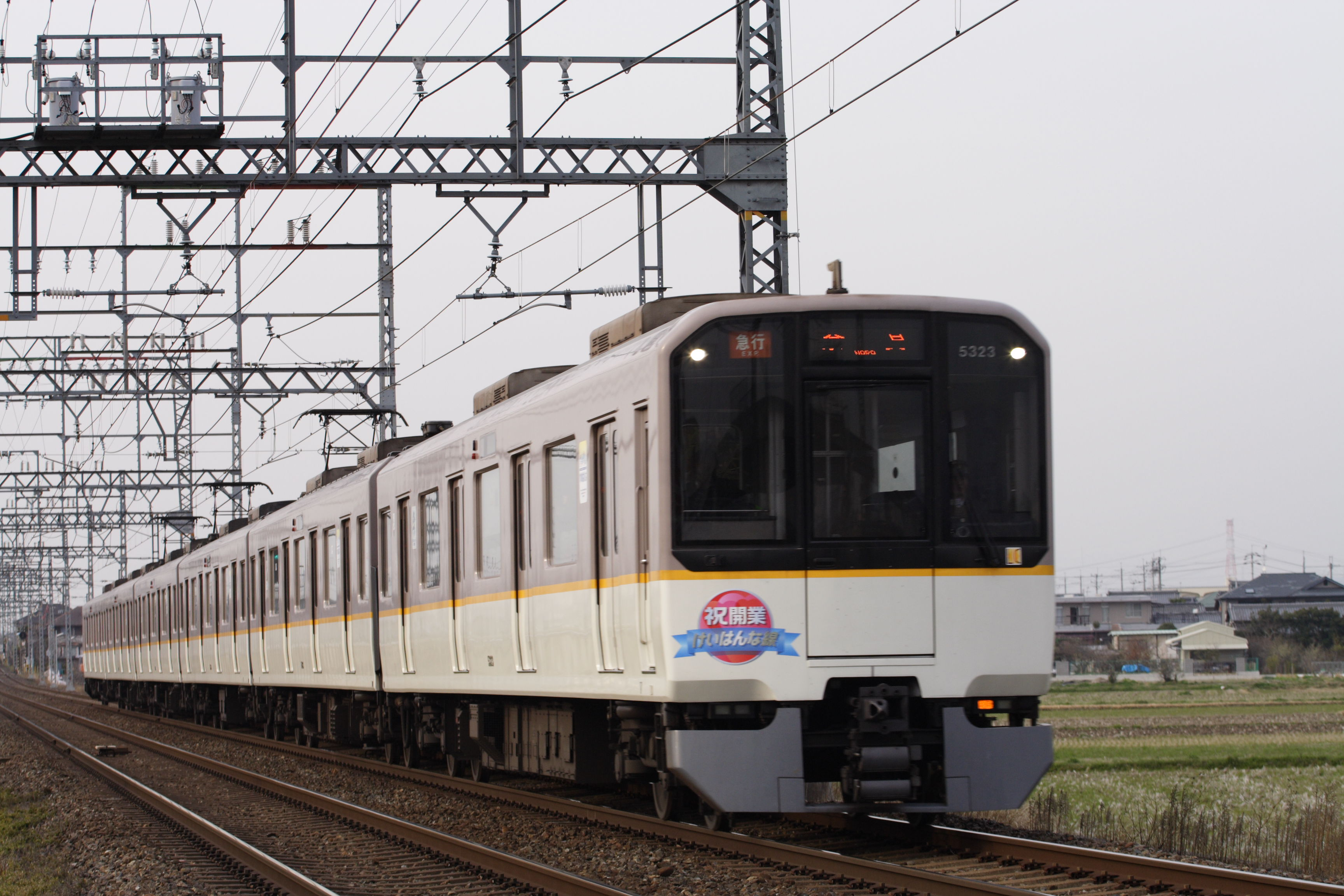
5820계
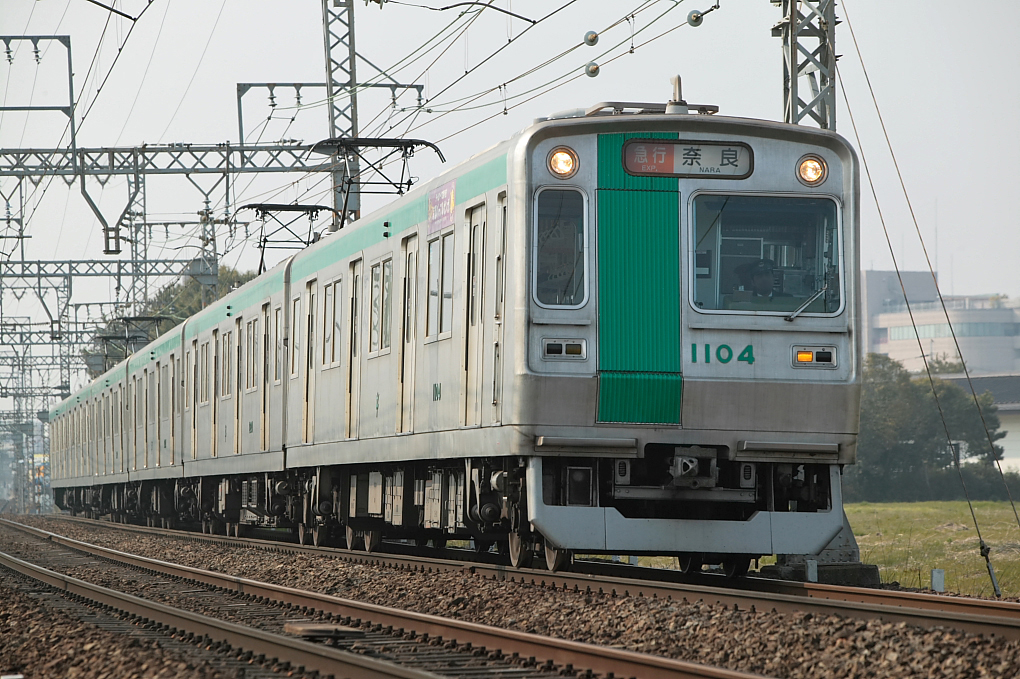
교토 지하철 10계

## 역사
게이한 전기 철도와 오사카 전기 철도의 합병 회사인 나라 전기 철도에 의해, 사철 노선이 아니었던 2개의 고도를 연결하는 목적으로 개업했다. 교토 - 모모야마고료마에 간은 긴테쓰 나라 선의 구 노선 흔적을 이용해서 건설되어, 전체 개통때부터 대궤의 나라 선 · 우네비 선과 상호 직통 운행을 하고 있다. 게다가 전후 직후부터 1968년까지는, 게이한 본선과 직통 운행도 행했다.
긴테쓰의 노선이 된 것은, 1963년 10월 1일이다.

### 우지강 이북의 루트 선정
건설에 해당하는, 우지강 이북의 루트 선정은 난항했다.
건설 당시는 게이한 본선 연선도 포함되어 주변이 육군의 연습지로 되어 있어, 육군에서 가교 훈련의 지장인 교각을 우지강에 만든 걸 비난해서 무교각 교량을 가교하는 것으로 되었다. 또한, 모모야마고료마에 역 전후는, 교토시도 모모야마 어릉으로의 참배길도 건널목이 생긴 것을 이유로 반대했기 때문에 지하 노선으로 건설을 계획했지만, 후시미구의 유조 조합이 지하수의 고갈을 이유로 지하 노선으로의 건설 계획은 좌절되어, 남은 고가 방식으로의 건설로 되었다. 모모야마고료마에 역 - 무카이지마 역 간의 우지강에 가설되는 요도가와 교량이 일본 최장 164.6m의 단순 트러스교 구조로 되어있는 것은, 이에 의해 복잡한 사정에 의한다.
현재에도 일본 육상자위대의 연습지가 우지강 주변에 존재한다. 그러나, 후시미 구내의 주택 개발이 진행된 일도 있어 오쿠보역 앞에 있는 일본 육상자위대 오쿠보 주둔지나 게이한 우지 선 고와다역 주변으로 이전되어 있어, 현재로는 요도가와 교량 부근으로 연습이 실행되지는 않는다.

### 나라덴 교토 역 지하 터미널 계획 좌절
나라덴이 개업함에 있어서는, 당시의 국철 교토 역의 가라스마 입구 바로 아래에 나라덴의 지하 터미널 역을 건설할 예정이었지만, 이 공사비용의 문제에 더해, 1928년 11월에 교토 어소에서 쇼와 천황의 즉위 대전에 시간적으로 대는 것부터, 남문쪽에 가설역을 건설하는 것으로 되어 있다.
이곳에 건설 예정이었던 역은, 쇼와 공황등의 영향으로 지하화 계획 자체가 사실상 좌절된 상태로 그대로의 형태로 남게 되어, 도카이도 신칸센이 건설된 때에는 그 바로위에 신칸센 선로와 승강장을 설치해, 동시에 나라덴 역도 고가 3선화되었다.

### 연혁
- 1928년
  - 11월 3일 : 나라 전기 철도가 모모야마고료마에 역 - 사이다이지 역 구간을 개업.
  - 11월 15일 : 교토 역 - 모모야마고료마에 역 구간이 개업해 전체 개통.
- 1929년 7월 10일 : 기즈 강의 하반에서 기즈가와 역을 설치.
- 1935년 6월 29일 : 가모 강 수해로 주조 역 - 조난구마에 역 간에서 노반 붕괴때문에 불통, 이 달 30일 운행 재개.
- 1940년
  - 4월 1일 : 조난구마에 역을 다케다 역으로 개칭.
  - 4월 5일 : 가미토바구치 역 개업.
- 1945년
  - 5월 20일 : 하치조 역 · 기즈가와 역 휴업.
  - 12월 21일 : 나라 전기 철도의 전차가 게이한신 급행 전철의 단바바시 역에 환승되어, 이 역에서부터 게이한신 급행 전철 게이한 선의 산조 역까지 직통 운행 개시. 후시미 역 - 호리우치 역 - 모모야마고료마에 역 간 폐지.
- 1946년 10월 1일 : 교토 역 - 도지 역 간의 하치조 역, 도노쇼 역, 신타나베 역 간의 기즈가와 역 폐지.
- 1947년 4월 1일 : 게이한신 급행 전철의 전차가 단바바시 역에서부터 나라덴으로 환승되어, 교토 역까지 직통 운행개시.
- 1948년 7월 1일 : 기즈가와 역 재개업.
- 1954년 7월 5일 : 고도 역 개업.
- 1963년
  - 9월 : 교토 역 고가화.
  - 10월 1일 : 긴키 닛폰 철도가 나라 전기 철도를 합병해, 교토 선으로 함.
- 1965년 8월 23일 : 기즈가와 역 휴업.
- 1967년 3월 29일 : 구) 호리우치 역을 부활해, 현재 위치의 긴테쓰탄바바시 역 설치. 후시미 역 - 긴테쓰탄바바시 역 - 모모야마고료마에 역 구간 부활. 다만, 1년간은 단바바시 역 · 긴테쓰탄바바시 역의 공용으로 함.
- 1968년
  - 10월 10일 : ATS 사용 개시.
  - 12월 20일 : 후시미 역 - 단바바시 역 - 모모야마고료마에 역 구간 폐지. 또한 단바바시 역에서의 게이한과의 상호 직통 운행과 단바바시 역 · 긴테쓰탄바바시 역의 공용도 폐지. 긴테쓰 사용의 단바바시 역을 긴키닛폰탄바바시 역으로 개칭. 더욱이 이 날부터 나라 선 대형 차량의 교토 선으로의 운용을 개시함.
- 1969년
  - 9월 13일 : 교토 역 - 도지 역 구간 고가화.
  - 9월 21일 : 가선 전압을 600V에서 1500V로 승압.
- 1970년 3월 1일 : 긴키닛폰탄바바시 역을 긴테쓰탄바바시 역으로 개칭.
- 1972년 11월 22일 : 다카노하라 역 개업.
- 1974년 7월 20일 : 기즈가와 역 폐지.
- 1979년
  - 3월 30일 : 무카이지마 역 개업.
  - 7월 : 특급에 제한하는 6량 편성 운행 개시.
- 1981년 : 800계 운행 종료.
- 1982년 3월 18일 : 평일 아침 급행을 6량 편성으로 증결. 같은 해 6월 1일에 급행의 6량 편성 운행을 일단 중지.
- 1987년
  - 7월 : 다케다 역을 이전.
  - 10월 22일 : 오쿠보 역 부근 고가화 완성, 같은 역에 대피선이 부설됨.
  - 12월 6일 : 급행 6량 편성 운행을 재개. 준급, 보통의 일부 구간으로의 6량 운행도 개시.
- 1988년 8월 28일 : 교토 시영 지하철 가라스마 선과의 상호 직통 운행 개시.
- 1990년 10월 24일 : 교토 시영 지하철 가라스마 선의 기타오지 역 - 기타야마 역 구간의 연장 개업에 의해, 직통 운행 구간도 연장.
- 1993년
  - 3월 18일 : 미야즈 차고 완성.
  - 9월 21일 : 긴테쓰미야즈 역 개업. 대피 가능역. 이 긴테쓰미야즈 역 개업 및 시마 선 복선화 공사의 진보 · 같은 해 10월의 이세 신궁 식년 천궁의 수송 대응에 맞춰, 주요 구간에서 다이어 변경 실시.
- 1994년 9월 21일 : 기즈가와다이 역 개업.
- 1995년 3월 16일 : 도시샤 대학 교타나베 캠퍼스로의 통학길에 대응하기 때문에, 평일 아침에도 교토 발 긴테쓰미야즈 행 급행을 2대 신설.
- 1996년 3월 15일 : 23000계 (이세시마 라이너)를 교토 발착의 특급에도 운행 개시. 신호소노 역에서 대피선 사용개시.
- 1997년
  - 3월 18일 : 그 날의 다이어 변경으로 '토요 · 휴일 다이어'가 도입됨에 의해, 토요 · 휴일 아침에도 교토 발 긴테쓰미야즈 행 급행을 1대 설정. 또한 평일 아침에 다카노하라 발 교토행 급행을 1대 설정.
  - 5월 22일 : 교토 시영 지하철 가라스마 선의 기타야마 역 - 고쿠사이카이간 역 연장 개업에 의해 다이어 수정을 실시.
- 1998년
  - 3월 17일 : 토요 · 휴일 주간, 교토 역 - 긴테쓰나라 역 간에 쾌속 급행을 신설.
  - 10월 3일 : 도지 역 - 다케다 역 간의 하행선 고가화.
- 1999년
  - 3월 16일 : 이 날보다 21:00발 이후의 하행 특급 7대가 다카노하라 역에도 정차.
  - 11월 27일 : 도지 역 - 다케다 역간, 상하행선과도 고가화. 가미토바구치 역은 통과선이 부설되어 대피 가능역으로 전환.
- 2000년 3월 15일 : 고쿠사이카이간 역 - 긴테쓰나라 선 직통의 급행을 신설해 교토 시영 지하철 가라스마 선과의 상호직통운행구간을 긴테쓰나라 역까지 연장. 쾌속 급행이 평일 주간에도 설정되어 증발, 정차역으로 신오미야 역을 추가. 급행의 정차역으로 신호소노 역을, 준급의 정차역으로 무카이지마 역을 각각 추가, 교토발 긴테쓰미야즈행 급행은 고도 역에도 정차.
- 2001년
  - 2월 1일 : 각 역에도 스릇토 KANSAI 대응 카드의 취급 개시.
  - 10월 14일 : 각 역에서 J스루 카드의 취급 개시.
- 2002년
  - 3월 20일 : 이 날부터 긴테쓰탄바바시 역에서 전부 특급이 정차. 또한 다카노하라 역 정차의 특급을 교토 역 19:00발 이후의 하행 특급에도 확대.
  - 5월 27~29일 : 일왕 · 황후의 나라 시찰에 의해 맞이 열차를 운행. 양 방향 모두 21000계의 제11편성을 4량으로 단축해 상행으로 충당.
- 2003년 3월 6일 : 교토 역 - 긴테쓰나라 역 간의 쾌속 급행을 급행으로 통합해 폐지. 교이 특급의 일부가 야마토야기 - 가마코지마 간에서 한이 오토특급과 병결 운행.
- 2005년 8월 6일 : 미야마키 역 부근 고가화 완성.
- 2007년 4월 1일 : 각 역에서 Pitapa · ICOCA의 취급 개시.
- 2008년
  - 6월 14일 : 교토 역 - 다케다 역 간에서 차상 속도 패턴 조사식 ATS(ATS-SP) 사용 개시.
  - 10월 30~31일 : 일왕 · 황후의 나라 시찰에 의해 맞이 열차를 교토 역 - 긴테쓰나라 역 간에 운행. 왕복 공용으로 21020계 21021F로 충당됨.
- 2009년 3월 1일 : J스루 카드의 자동 개찰기 · 타고 가는 목적지를 지나치는 정산기로의 취급을 종료.
- 2010년 10월 7일 : 일왕 · 왕후의 나라 시찰에 의한 맞이 열차를, 교토 역부터 긴테쓰나라 역으로 운행. 21020계 21021F를 충당.
- 2014년
  - 10월 10일 : 교이 특급에도 관광 특급 50000계를 운용 개시.
  - 11월 15 ~ 17일 : 일왕 · 황후의 나라 시찰에 의해 맞이 열차를 운행.
- 2016년 4월 2 ~ 4일 : 일왕 · 황후의 나라 시찰에 의해 맞이 열차를, 교토 역 - 가시하라진구마에 역 간을 운행.

## 역 목록
범례
● : 정차, | : 통과 ▼ : 교토 역에서 긴테츠 미야 역 행 만 정차한다. ※ : 나라 경륜 개최시 임시 정차
보통 열차는 생략 : 각 역에 정차
# 표시 역은 열차 대피 가능 역
| 역 번호 | 역명             | 일어 역명  | 역간 거리 | 누계 거리 | 준급 | 급행 | 접속 노선 | 소재지 | 소재지     | 소재지     |
| ------- | ---------------- | ---------- | --------- | --------- | ---- | ---- | --- | ------ | ---------- | ---------- |
| B 01    | 교토             | 京都       | -         | 0.0       | ●    | ●    | 도카이 여객철도 도카이도 신칸센 서일본 여객철도 ■ 도카이도 본선 (JR 교토 선 · 비와코 선) · ■ 나라 선 · ■ 산인 본선 (사가노 선) 교토 시영 지하철 가라스마 선 (K11) | 교토부 | 교토시     | 시모교구   |
| B 02    | 도지             | 東寺       | 0.9       | 0.9       | ●    | ●    | | 교토부 | 교토시     | 미나미구   |
| B 03    | 주조             | 十条       | 0.6       | 1.5       | ｜   | ｜   | | 교토부 | 교토시     | 미나미구   |
| B 04    | 가미토바구치 #   | 上鳥羽口   | 1.0       | 2.5       | ｜   | ｜   | | 교토부 | 교토시     | 후시미구   |
| B 05    | 다케다           | 竹田       | 1.1       | 3.6       | ●    | ●    | 교토 시영 지하철 가라스마 선 (K15) (직결 운행 있음) | 교토부 | 교토시     | 후시미구   |
| B 06    | 후시미           | 伏見       | 1.3       | 4.9       | ｜   | ｜   | | 교토부 | 교토시     | 후시미구   |
| B 07    | 긴테쓰탄바바시   | 近鉄丹波橋 | 1.1       | 6.0       | ●    | ●    | 게이한 전기 철도 게이한 본선 … 단바바시 역 (KH 30) | 교토부 | 교토시     | 후시미구   |
| B 08    | 모모야마고료마에 | 桃山御陵前 | 0.5       | 6.5       | ●    | ●    | 게이한 전기 철도 게이한 본선 … 후시미모모야마 역 (KH 29) | 교토부 | 교토시     | 후시미구   |
| B 09    | 무카이지마 #     | 向島       | 2.1       | 8.6       | ●    | ｜   | | 교토부 | 교토시     | 후시미구   |
| B 10    | 오구라           | 小倉       | 2.8       | 11.4      | ●    | ｜   | | 교토부 | 우지시     | 우지시     |
| B 11    | 이세다           | 伊勢田     | 1.3       | 12.7      | ●    | ｜   | | 교토부 | 우지시     | 우지시     |
| B 12    | 오쿠보 #         | 大久保     | 0.9       | 13.6      | ●    | ●    | 서일본 여객철도 ■ 나라 선 (신덴 역) | 교토부 | 우지시     | 우지시     |
| B 13    | 구쓰카와         | 久津川     | 1.0       | 14.6      | ●    | ｜   | | 교토부 | 조요시     | 조요시     |
| B 14    | 데라다           | 寺田       | 1.3       | 15.9      | ●    | ｜   | | 교토부 | 조요시     | 조요시     |
| B 15    | 도노쇼           | 富野荘     | 1.5       | 17.4      | ●    | ｜   | | 교토부 | 조요시     | 조요시     |
| B 16    | 신타나베 #       | 新田辺     | 2.2       | 19.6      | ●    | ●    | 서일본 여객철도 ■ 가타마치 선 (갓켄토시 선) … (교타나베역) | 교토부 | 교타나베시 | 교타나베시 |
| B 17    | 고도             | 興戸       | 1.5       | 21.1      |      | ▼    | | 교토부 | 교타나베시 | 교타나베시 |
| B 18    | 미야마키         | 三山木     | 1.3       | 22.4      |      | ▼    | | 교토부 | 교타나베시 | 교타나베시 |
| B 19    | 긴테쓰미야즈 #   | 近鉄宮津   | 0.7       | 23.1      |      | ▼    | | 교토부 | 교타나베시 | 교타나베시 |
| B 20    | 고마다           | 狛田       | 1.3       | 24.4      |      | ｜   | | 교토부 | 소라쿠군   | 세이카정   |
| B 21    | 신호소노 #       | 新祝園     | 2.3       | 26.7      |      | ●    | 서일본 여객철도 ■ 가타마치 선 (갓켄토시 선) … (호소노역) | 교토부 | 소라쿠군   | 세이카정   |
| B 22    | 기즈가와다이     | 木津川台   | 1.5       | 28.2      |      | ｜   | | 교토부 | 기즈가와시 | 기즈가와시 |
| B 23    | 야마다가와       | 山田川     | 1.0       | 29.2      |      | ｜   | | 교토부 | 소라쿠 군  | 세이카 정  |
| B 24    | 다카노하라       | 高の原     | 1.6       | 30.8      |      | ●    | | 나라현 | 나라시     | 나라시     |
| B 25    | 헤이조           | 平城       | 2.7       | 33.5      |      | ※    | | 나라현 | 나라시     | 나라시     |
| B 26    | 야마토사이다이지 | 大和西大寺 | 1.1       | 34.6      |      | ●    | 긴키 닛폰 철도 B 가시하라 선 · A 나라 선 | 나라현 | 나라시     | 나라시     |